# Venceslau Brás
Venceslau Brás Pereira Gomes (ur. 26 lutego 1868 w Brasópolis, zm. 15 maja 1966 w Itajubá) – brazylijski polityk. Prezydent Brazylii (1914–1918). Najdłużej żyjący brazylijski prezydent (zmarł mając 98 lat).

## Życiorys
Urodził się 26 lutego 1868 w Brasópolis w brazylijskim stanie Minas Gerais. W 1909 został gubernatorem rodzinnego stanu. W 1910 został wiceprezydentem Brazylii u boku prezydenta Hermesa Rodriguesa da Fonseki. W 1914 został wybrany na dziewiątego prezydenta Republiki Brazylii i pozostał na tym stanowisku do 1918. W październiku 1917 (w czasie I wojny światowej) jego rząd wypowiedział wojnę państwom centralnym.

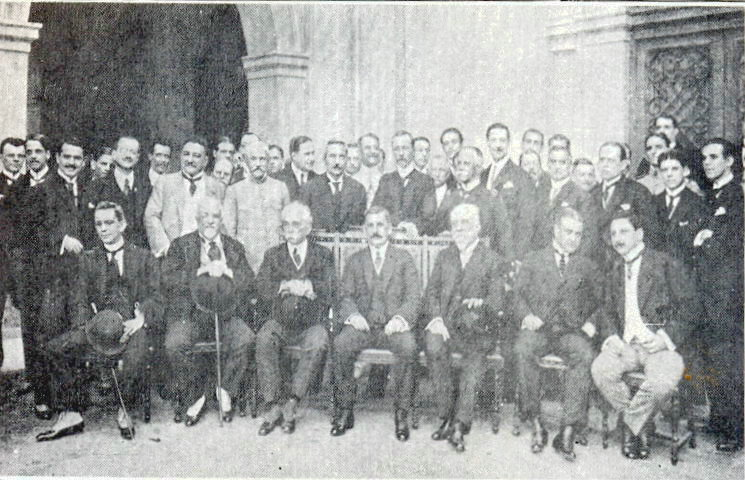
Prezydent Venceslau Brás i jego rząd w 1915: Marszałek José Caetano de Faria (Minister Wojny), Augusto Tavares de Lima (Minister Transportu), Lauro Müller (MSZ) i Admirał Alexandrino de Faria Alencar (Dowódca Floty). Wokół nich, senatorowie, kongresmeni i dziennikarze.

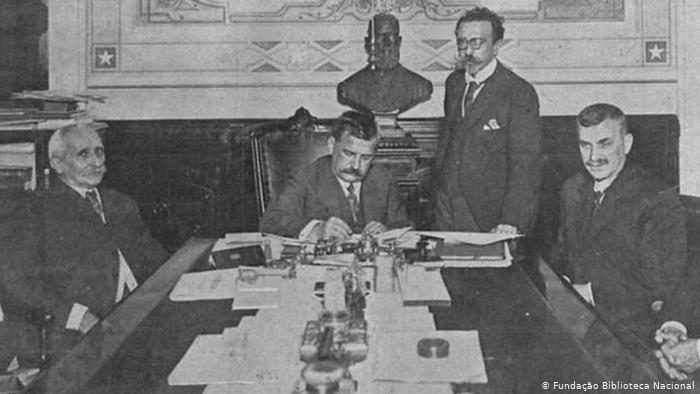
Prezydent Brás podpisuje deklarację wypowiedzenia wojny państwom centralnym (październik 1917). Obok niego były prezydent i Minister Spraw Zagranicznych Nilo Peçanha oraz gubernator stanu Minas Gerais i późniejszy prezydent Delfim Moreira.